# Rénovation démocrate
Rénovation démocrate est un parti politique de type social-démocrate présent en Andorre.
En mars 2009, le parti décide de soutenir Andorre pour le changement pour les prochaines élections législatives à la suite de sa séparation avec l'Alternativa.

## Conseiller général membre de RD (2005-2009)
- Ricard de Haro Jiménez
- David Pérez Peiró